# Цвіньов Йосип Матвійович
Йосип Матвійович Цвіньов (26 грудня 1877 — †?) — полковник Армії УНР.

## Біографія
Народився у м. Споволовськ Новогрудського повіту Мінської губернії. На військову службу поступив у 1898 році.
Станом на 1 січня 1910 року — поручик 124-го піхотного Воронізького полку. Брав участь у першій світовій війні.
У 1915 році — капітан 28-го Сибірського стрілецького полку. Нагороджений Георгіївською зброєю (12 листопада 1915. за бій 25 березня 1915). Останнє звання у російській армії — полковник.
У 1918 — навесні 1919 року — помічник командира 40-го пішого кадрового Ізюмського полку Армії Української Держави, згодом — Дієвої армії УНР.
У складі Збірної Київської дивізії Дієвої армії УНР брав участь у  Першому Зимовому поході.
У 1920 році — командир запасної бригади 5-ї Херсонської стрілецької дивізії Армії УНР.
З 20 жовтня 1920 року — командир 15-ї стрілецької бригади 5-ї Херсонської стрілецької дивізії Армії УНР.
Станом на 01.10.1922 р — командир резервної старшинської сотні 5-ї Херсонської стрілецької дивізії Армії УНР.
Подальша доля невідома.